# Butler (Pensilvânia)
Butler é uma cidade localizada no estado norte-americano de Pensilvânia, no Condado de Butler.

## Demografia
Segundo o censo norte-americano de 2000, a sua população era de 15.121 habitantes. 
Em 2006, foi estimada uma população de 14.361, um decréscimo de 760 (-5.0%).

## Geografia
De acordo com o United States Census Bureau tem uma área de 
7,0 km², dos quais 7,0 km² cobertos por terra e 0,0 km² cobertos por água. Butler localiza-se a aproximadamente 298 m acima do nível do mar.

## Localidades na vizinhança
O diagrama seguinte representa as localidades num raio de 8 km ao redor de Butler. 